# Robert Wagner (football)
Pour les articles homonymes, voir Robert Wagner.
Robert Wagner, né le 14 juillet 2003 à Lahr en Allemagne, est un footballeur allemand qui évolue au poste de milieu central au Holstein Kiel, en prêt du SC Fribourg.

## Biographie

### En club
Né à Lahr en Allemagne, Robert Wagner commence le football au SC Lahr avant d'être formé par le SC Fribourg. Le 25 janvier 2022, Wagner signe son premier contrat professionnel avec le SC Fribourg.
Lors de l'été 2022, il est intégré à l'équipe première durant la préparation d'avant-saison, il joue notamment face au Rayo Vallecano à l'Europa-Park-Stadion à l'occasion d'un match amical.
Wagner joue son premier match avec l'équipe première lors d'une rencontre de Bundesliga face au VfL Bochum, le 26 août 2022. Il entre en jeu à la place de Yannik Keitel et voit son équipe l'emporter (1-0 score final).
En 2022, il reçoit la Médaille Fritz Walter de bronze qui récompense les meilleurs jeunes allemands, pour la catégorie des moins de 19 ans. Il est notamment devancé dans cette catégorie par Florian Wirtz (or) et Luca Netz (argent).
Le 20 juin 2023, Robert Wagner est prêté par Fribourg au Greuther Fürth,.
Lors de l'été 2024, Robert Wagner est de nouveau prêté par le SC Fribourg, cette fois-ci au FC St. Pauli pour la durée d'une saison. Le transfert est annoncé début juin 2024.
L'été 2025 mène Robert Wagner à une nouvelle destination, puisqu'il est encore prêté pour une saison, cette fois à Holstein Kiel. Le transfert est annoncé dès le 28 mai 2025.

### En sélection
Robert Wagner représente l'équipe d'Allemagne des moins de 19 ans. Il joue un total de huit matchs avec cette sélection entre 2021 et 2022, et marque deux buts.
Le 8 septembre 2023, Robert Wagner joue son premier match avec l'équipe d'Allemagne espoirs face à l'Ukraine. Il entre en jeu à la place de Merlin Röhl, et se fait remarquer en délivrant une passe décisive pour Tim Lemperle. Son équipe l'emporte par deux buts à zéro.

## Statistiques
Le tableau ci-dessous retrace la carrière de Robert Wagner depuis ses débuts :

### En club
| Saison                | Club                  | Championnat           | Championnat | Championnat | Coupe(s) nationale(s) | Coupe(s) nationale(s) | Compétition(s) continentale(s) | Compétition(s) continentale(s) | Compétition(s) continentale(s) | Total | Total |
| Saison                | Club                  | Division              | M.          | B.          | M.                    | B.                    | Comp.                          | M.                             | B.                             | M.    | B.    |
| 2021-2022             | SC Fribourg II        | 3.Liga                | 27          | 2           | -                     | -                     | -                              | -                              | -                              | 27    | 2     |
| 2022-2023             | SC Fribourg II        | 3.Liga                | 21          | 2           | -                     | -                     | -                              | -                              | -                              | 21    | 2     |
| Sous-total            | Sous-total            | Sous-total            | 48          | 4           | 0                     | 0                     | -                              | 0                              | 0                              | 48    | 4     |
| 2022-2023             | SC Fribourg           | Bundesliga            | 4           | 0           | -                     | -                     | C3                             | 1                              | 0                              | 5     | 0     |
| Sous-total            | Sous-total            | Sous-total            | 4           | 0           | 0                     | 0                     | -                              | 0                              | 0                              | 4     | 0     |
| 2023-2024             | Greuther Fürth        | 2. Bundesliga         | 17          | 1           | 1                     | 0                     | -                              | -                              | -                              | 18    | 1     |
| Sous-total            | Sous-total            | Sous-total            | 17          | 1           | 1                     | 0                     | -                              | 0                              | 0                              | 18    | 1     |
| Total sur la carrière | Total sur la carrière | Total sur la carrière | 70          | 1           | 1                     | 0                     | -                              | 0                              | 0                              | 71    | 1     |